# 박근철
박근철(朴根哲, 1967년 11월 17일 ~ )은 대한민국 경기도의회 의원이다.

## 학력
- 강원대학교 학사
- 경희대학교 석사
- 경기대학교 대학원 행정학과 박사과정 수료

## 경력
- 제12대 민주평화통일자문회의 자문위원
- 제14대 민주평화통일자문회의 자문위원
- 제16대 민주평화통일자문회의 자문위원
- 2009.01 ~ 2014.06: 의왕시태권도연합회 회장
- 2012.10 ~ 2014.10: 경기도교육청 주민참여예산자문위원회 위원
- 2013.07 ~ 2014.06: 국제로타리 3750지구 새의왕로타리클럽 회장
- 2013.09 ~ 2014.06: 경기도태권도연합회 이사
- 2014.07 ~ 2018.06: 제9대 경기도의회 의원 (초선, 비례대표)
  - 2014.07 ~ 2016.06: 제9대 경기도의회 전반기 보건복지위원회 간사
  - 2016.07 ~ 2018.06: 제9대 경기도의회 후반기 경제과학기술위원회 간사
  - 2016.07 ~ 2018.06: 제9대 경기도의회 안전사회건설 특별위원회 간사
- 2018.07 ~ 2022.06: 제10대 경기도의회 의원 (재선, 의왕시 제2선거구)

- - 2018.07 ~ 2020.06: 제10대 경기도의회 전반기 안전행정위원회 위원장
- 2019.02 ~ : 경기도지체장애인협회 자문위원장
- 2019.03 ~ : 경기도 자치경찰제 시행준비 자문위원회 위원장
- 2019.09 ~ : 한신대학교 평화교양대학 초빙교수

## 역대 선거 결과
|  | 43.78% |

|  | 62.38% |

|  | 49.72% |